# Rawi Hage
Rawi Hage (in arabo راوي الحاج‎?; Beirut, 1º gennaio 1964) è uno scrittore e fotografo canadese d'origine libanese.

## Biografia
Nato a Beirut nel 1964, vive e lavora a Montréal.
Dopo aver vissuto l'esperienza della guerra civile in Libano, si è trasferito nel 1984 a New York frequentando il New York Institute of Photography prima di spostarsi in Canada nel 1991 continuando gli studi al Dawson College e all'Università Concordia.
Fotografo, artista visuale e curatore di mostre, i suoi articoli sono apparsi in numerose riviste e quotidiani.
Ha esordito nella narrativa nel 2006 con l'opera Come la rabbia al vento vincendo l'International IMPAC Dublin Literary Award ed in seguito ha dato alle stampe altri due romanzi.

## Vita privata
Convive con la scrittrice canadese Madeleine Thien.

## Opere (parziale)

### Romanzi
- De Niro's game (2006)
  - Come la rabbia al vento, Milano, Garzanti, 2008 traduzione di Serena Lauzi ISBN 978-88-11-68340-7.
  - Il gioco di De Niro, Roma, Playground, 2019 traduzione di Anna Tagliavini ISBN 978-88-99452-29-2.
- Il ladro del silenzio (Cockroach) (2008), Milano, Garzanti, 2011 traduzione di Serena Lauzi ISBN 978-88-11-68369-8.
- Carnival (2012)
- Beirut Hellfire Society (2018)
- Stray Dogs (2022)